# Colli del Trasimeno Merlot riserva
Il Colli del Trasimeno Merlot riserva è un vino DOC la cui produzione è consentita nella provincia di Perugia.

## Caratteristiche organolettiche
- colore: rosso rubino, con riflessi violacei, talvolta tendente al rosso mattone con l'invecchiamento
- odore: vinoso, gradevole
- sapore: pieno, morbido, armonico

## Produzione
Provincia, stagione, volume in ettolitri
- nessun dato disponibile